# تتا تتو
تِتَا تُتُو (tête à Toto وتلفظ ‎[tɛ.t‿a to.to]‏) عبارة فرنسية يقصد بها تمثيل صورة بهيئة رأس مرسومة بعلامات حسابية "0+0=0"، فعلامة 0 تمثل بها العينان ودائرة الوجه و+ الأنف و= الفم.